# 자궁
자궁(子宮, 영어: uterus 또는 womb) 또는 아기집은 인간을 포함한 동물 포유류 암컷의 주 생식기로서, 호르몬에 민감한 기관이다. 수태 기간 중 포유류의 새끼인 태아의 성장이 여기에서 이루어진다. 한 쪽 끝인 자궁 경부는 질 안쪽에 자리잡고 있고, 나머지 끝 부분은 양쪽 나팔관과 연결되어 있다. 한의학이나 여성계 등에서는 포궁(胞宮)이라고도 한다.

## 기능
자궁은 방광과 창자, 골반뼈와 다른 장기들의 구조적 안정성을 제공한다. 자궁은 방광이 골반뼈 위쪽 자연스런 위치에 자리잡도록 도와주며, 창자가 자궁 뒤쪽에 배치되도록 돕는다. 자궁은 자궁 경부와 연결되어 질과도 통하는데, 머리와 목, 어깨의 연결을 연상하면 이해가 쉽다. 자궁은 여러 신경 다발과, 동맥, 정맥의 가지들과 연결되어 있고, 원인대, 기본인대, 광인대, 자궁천골인대 등의 많은 인대와도 연결되어 있다.
자궁은 성관계를 하면 혈류를 골반 뿐만 아니라 난소, 질, 음순, 음핵과 같은 생식기에도 공급하는 데 가장 중요한 기관이다. 또한 자궁은 자궁 오르가슴에 도달하는 데 필요하다.
자궁의 생식 기관으로서의 기능은 자궁-난관 접속부를 통해 들어오는 수정된 난자를 받는 것이다. 그렇게 되면 난자는 자궁 내막에 착상되고, 이를 위해 따로 발달되는 혈관으로부터 영양분을 공급받는다. 수정란은 배아가 되고, 태아로 발달하여 출산 때까지 자궁 속에 머무른다. 골반과 같은 해부학적 장해물 때문에, 자궁은 임신시의 팽창에 대비하여 배 안쪽으로 약간 눌려있다. 임신 중에도, 인간 자궁의 무게는 약 1 kg 다.

## 포유류의 자궁 형태
포유류의 경우, 자궁은 크게 네 가지 형태로 나뉜다.
쌍열자궁(양분자궁) : 자궁이 내벽으로 나뉘어 있다.
대부분의 식육류, 햄스터 등 일부 설치류, 소 등 일부 유제류
쌍각자궁 : 자궁 아랫부분만 붙어있고 뿔처럼 나뉘어 있다.
대부분의 유제류, 돼지 등 일부 식육류, 개, 고양이 등
단자궁(단일자궁) :전체가 유합되어 있다.
인간과 같은 영장류.
중복자궁 : 양쪽의 자궁이 유합되지 않고 독립하여 있다.
대부분의 설치류, 유대류, 코끼리

## 해부학
자궁은 골반의 안쪽, 방광의 바로 위에, 직장의 앞에 위치한다. 임신이 아닐 경우, 인간의 자궁은 단지 직경 수 센티미터 정도밖에 되지 않는 작은 크기를 갖고 있다. 자궁은 마치 배(과일)와 비슷한 모양을 갖고 있으며 해부학적으로 네 부분으로 나뉜다.: 자궁저부(자궁바닥), 자궁체부(자궁몸통), 자궁협부(자궁좁은부분), 자궁경부(자궁목)

## 관련 부위
바깥쪽부터 안쪽까지, 자궁에 이르는 순서대로 나열하면 다음과 같다.
- 외음부
- 질
- 자궁경부 - "자궁목"
  - 자궁입
  - 자궁경관
  - 자궁내 개구부
- 자궁체부 - "자궁몸통"
  - 자궁강
  - 자궁저부

## 조직층
가장 안쪽부터 순서대로 나열하면 다음과 같다.
자궁내막
자궁강을 둘러싼 층을 "자궁내막"이라고 한다. 기능적 자궁내막과 기본 자궁내막으로 나뉜다. 인간을 포함한 대부분의 포유류에서, 자궁내막은 임신이 아닐 때 헐리고 재생되는 것을 반복한다. 인간에게서 기능적 자궁내막이 헐리는 현상은 가임기간의 여성에게서 나타나는 생리혈의 주 원인이다. 다른 포유류에게서 이 주기는 몇 달이 되기도, 혹은 몇 일 밖에 되지 않기도 한다.
자궁근
자궁은 대부분 자궁근이라 불리는 평활근으로 이루어져 있다. 자궁근의 가장 안쪽 층은 접합분절이라고 알려져있는데, 이 부분은 자궁선근증에 걸리면 두꺼워진다.
자궁외막
자궁을 둘러싼 느슨한 조직을 "자궁외막"이라 한다.
복막
자궁은 "복막"에 둘러쌓여있다.

## 발달
이른 태아기 때에 두 개의 뮐러관에서 발달한다. 남성의 경우, 고환에서 분비되는 항뮐러관 호르몬(AMH)에 의해서 퇴화한다. 여성의 경우엔 뮐러관이 나팔관과 자궁의 근원이 된다. 인간의 경우 이 두 개의 관이 융합하여 하나의 자궁을 형성하지만, 자궁 기형의 경우엔 이 발달 과정이 방해받았을 수 있다. 포유류의 자궁 형태가 다양한 이유는 이 두 뮐러관의 융합 정도의 다양성 때문이다.

## 성 반응
자궁을 자극하게 되면 강렬한 오르가슴에 도달할 수 있다.

## 참고 그림

여성 해부의 전면 개요
자궁과 나팔관
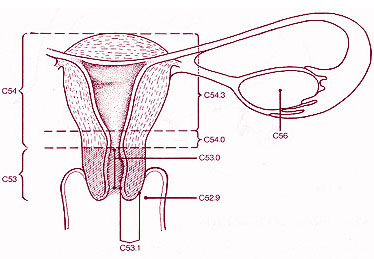
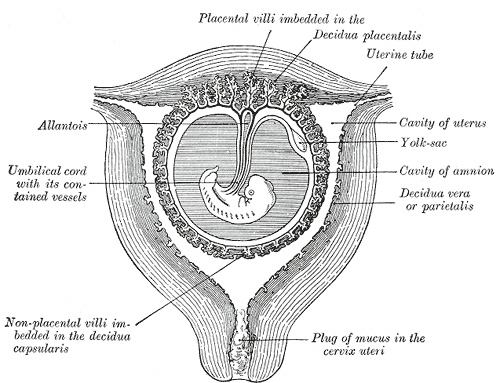
임신 3 - 4 개월의 자궁 단면도
임신 5 - 6 개월의 자궁 속 태아
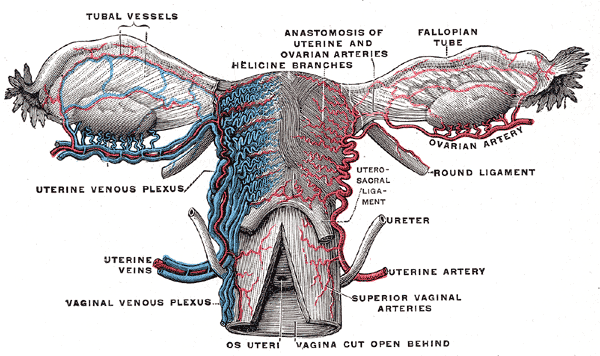
자궁과 그 부속 기관의 맥관 분포. 뒤에서 본 모습
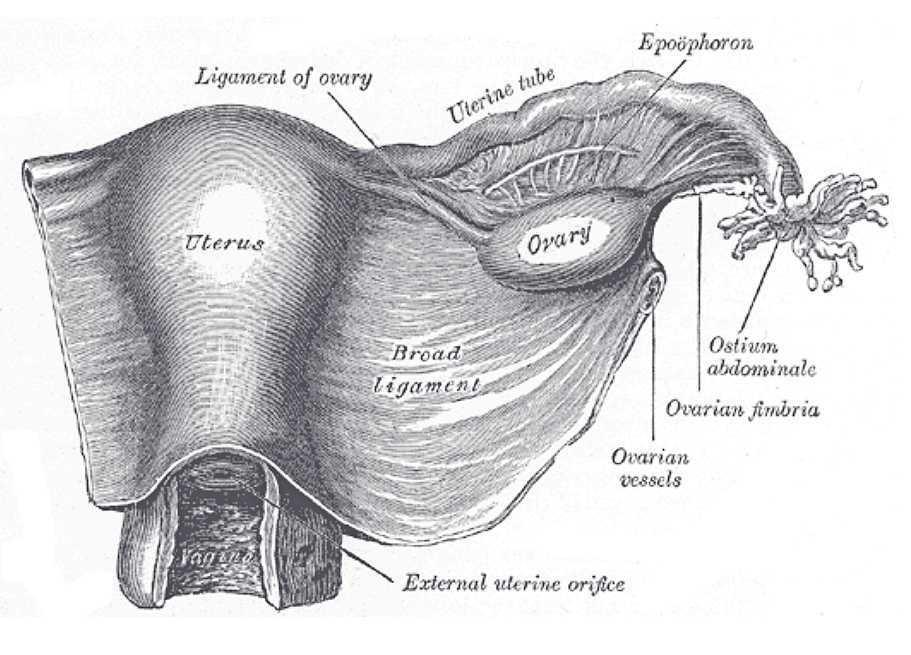
자궁과 오른쪽 광인대. 뒤에서 본 모습
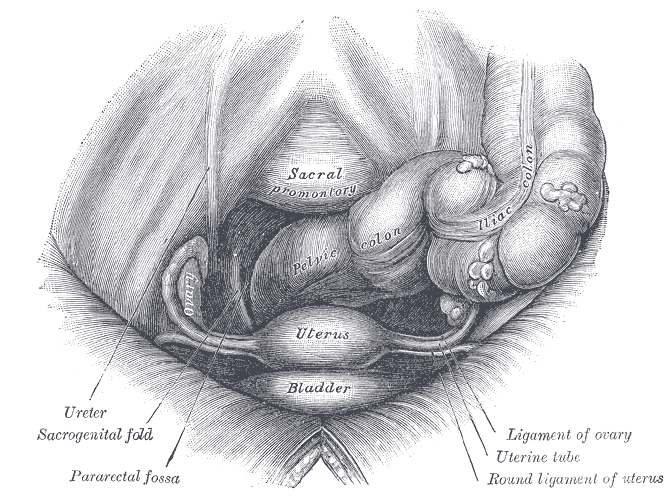
여성의 골반과 그 안의 장기. 앞쪽 위에서 본 모습
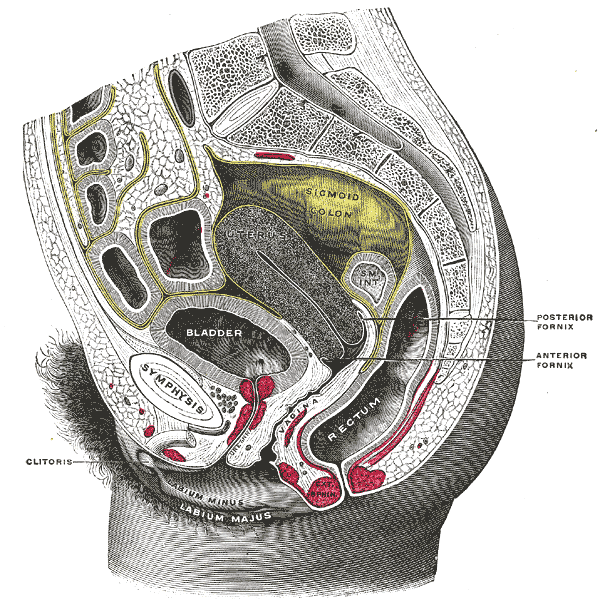
여성의 몸통 아랫부분의 우측 시상면
자궁의 절단면과 질의 윗부분
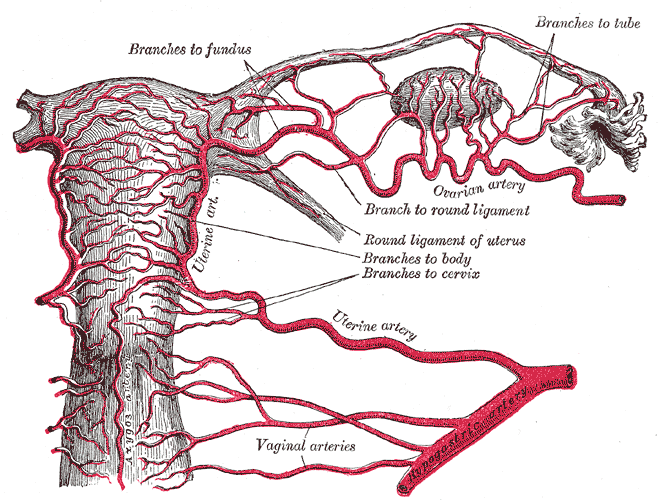
여성의 내부 생식 기관을 흐르는 동맥. 뒤에서 본 모습
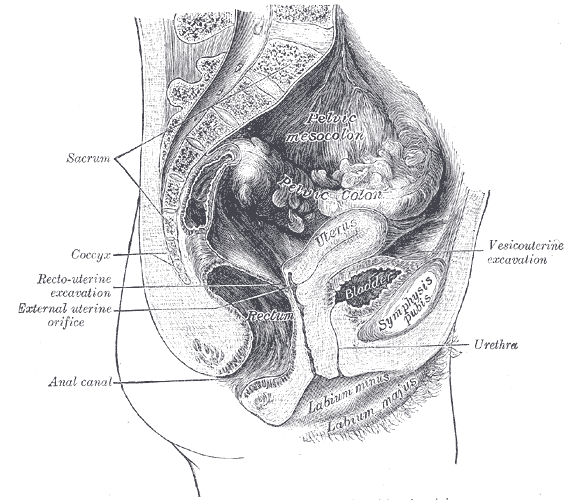
여성 골반의 중앙 시상면

## 관련 질병
- 자궁암

- 자궁경부암
- 자궁내막암

## 같이 보기
- 난자
- 난소
- 폐경기
- 외음부
- 질
- 음경
- 자궁 오르가슴